# İbrahim Baran
İbrahim Baran (* 15. Januar 1940 in Kısas (Şanlıurfa), Türkei) ist ein türkischer Herpetologe.

## Leben
Nach seinen Abschlüssen an der Lehrerfortbildungsschule in Diyarbakır und der Höheren Lehrerschule in Ankara absolvierte Baran ein Biologiestudium an der Fakultät für Naturwissenschaften der Universität Ankara, wo er 1963 seinen Master-Abschluss machte. 1969 wurde er unter der Leitung von Muhtar Başoğlu an der Abteilung für Systematische Zoologie der Ege Üniversitesi in Izmir zum Doktor promoviert. 1975 wurde er außerordentlicher und 1981 ordentlicher Professor. Von 1985 bis 2005 war er Dozent an der Abteilung für Biologiedidaktik der Fakultät für Erziehungswissenschaften der Dokuz Eylül Üniversitesi in Izmir-Buca.
Zusätzlich zu seinen wissenschaftlichen Artikeln, die in vielen nationalen und internationalen Zeitschriften veröffentlicht wurden, wirkte er an 22 nationalen und internationalen Projekten mit. Als Autor oder Co-Autor veröffentlichte er 15 Bücher. Er ist mit der Lehrerin Necla Baran verheiratet und hat eine Tochter und einen Sohn.
Baran ist Mitglied der Gesellschaften Türkiye Biyologlar Derneği, Societas Europaea Herpetologica, Dünya Herpetoloji Cemiyeti, Alman Herpetoloji ve Terranyum Cemiyeti und Herpetoloji Derneği.
1970 beschrieb Baran mit Josef Eiselt die Anatolische Wiesenotter (Vipera anatolica), 1978 mit Abidin Budak die Unterart Ophisops elegans basoglui des Europäischen Schlangenauges und 2005 mit Yusuf Kumlutaş, Benedetto Lanza, Çetin Ilgaz, Aziz Avci, Pierangelo Crucitti und Roberto Sindaco die Art Acanthodactylus harranensis aus der Gattung der Fransenfingereidechsen.

## Dedikationsnamen
Nach Baran sind die Taxa Vipera barani Böhme & Joger, 1983, Anatololacerta oertzeni ibrahimi (Eiselt & Schmidtler, 1986), Muhtarophis barani Olgun, Avcı, Ilgaz, Üzüm & Yılmaz, 2007, Eumeces schneideri barani Kumlutas, Arikan, Ilgaz & Kaska 2007 und Asaccus barani Torki, Ahmadzadeh, Ilgaz, Avci & Kumlutas, 2011 benannt. 2017 wurde die Unterart Ophisops elegans budakibarani nach Abidin Budak und İbrahim Baran benannt.

## Schriften (Auswahl)
- mit Muhtar Başoğlu: Türkiye Sürüngenleri, 1. Cilt Kaplumbağa ve Ketenkeleler, Ege Üniversitesi Fen Fakültesi Kitaplar Serisi No. 76 1977, Bornova–İzmir
- mit Muhtar Başoğlu: Türkiye Sürüngenleri, 2. Cilt Yılanlar, Ege Üniversitesi Fen Fakültesi Kitaplar Serisi No. 81, Bornova–İzmir, 1980
- Marine Turtles Turkey: Status Survey 1988 and Recommendations for Conservation and Management: A WWF Report (World Wide Fund for Nature), 1989
- mit Mehmet K. Atatür: Türkiye Herpetofaunası (Kurbağa ve Sürüngenler), T.C. Çevre Bakanlığı, Ankara, 1998
- Türkiye Amfibi ve Sürüngenleri, Tübitak Popüler Bilim Kitapları No 207 Başvuru Kitaplığı 21, Ankara, 2005